# Symetria chiralna

Enancjomorfy kostki do gry i siatki sześcianu

Symetria chiralna inaczej chiralność (z gr. χειρ / cheír – ręka) – własność par figur geometrycznych polegająca na tym, że figury te nie dają się nałożyć tylko przez przesunięcia i obroty, lecz można przekształcić jedną na drugą poprzez odbicie względem płaszczyzny lub osi inwersyjnej. Takie pary obiektów nazywa się enancjomorfami. Mówiąc prościej, chiralny jest każdy obiekt, którego lustrzane odbicie nie jest takie jak on sam.

## Chiralność w geometrii
Warunkiem wystarczającym chiralności danego obiektu jest brak występowania jakiegokolwiek elementu wewnętrznej symetrii (środka, osi lub płaszczyzny symetrii), czyli jego pełna asymetryczność. Nie jest to jednak warunek konieczny: istnieją np. obiekty chiralne posiadające dwukrotną oś symetrii. Warunkiem koniecznym i wystarczającym chiralności jest nieposiadanie przez obiekt ani inwersyjnej osi symetrii, ani płaszczyzny symetrii.
W życiu codziennym mamy do czynienia bardzo często z obiektami chiralnymi. Typowe przykłady to prawa i lewa rękawiczka czy prawo- i lewoskrętna sprężyna.

## Chiralność w chemii
Wiele cząsteczek chemicznych jest chiralnych. Pary chiralnych cząsteczek nazywa się enancjomerami. Zazwyczaj wykazują one aktywność optyczną, czyli przeciwną skręcalność światła spolaryzowanego.
Chiralność cząsteczek naturalnych oraz ich występowanie w postaci tylko jednej z dwu możliwych form ma fundamentalne znaczenie w procesach życiowych. Życie inteligentne, a nawet życie w ogóle nie może istnieć w oparciu o achiralne cząsteczki, gdyż nie byłoby w stanie odróżnić prawej strony od lewej. Reakcje chemiczne, w których następują zmiany, zachowanie lub wymuszenie chiralności są badane przez stereochemię.